# Eligmodonta pallescens
Eligmodonta pallescens är en fjärilsart som beskrevs av Rudolf Rangnow 1935. Eligmodonta pallescens ingår i släktet Eligmodonta och familjen tandspinnare. Inga underarter finns listade i Catalogue of Life.